# Удав (пистолет)
Удав — российский самозарядный пистолет, разработанный АО «ЦНИИточмаш» под патрон 9×21 мм.

## История
Пистолет был разработан АО «ЦНИИточмаш», впервые представлен в 2016 году и предложен в качестве замены пистолета Макарова.
В 2018 году прошёл государственные испытания и рекомендован к принятию на вооружение.
В январе 2019 года впервые были продемонстрированы стрельбы из пистолета «Удав», также представлены технические характеристики оружия, сравнительный анализ с зарубежными аналогами.
Российская армия планирует до 2024 г. приобрести более 3 тысяч пистолетов «Удав».

## Описание
Имеет курковый ударно-спусковой механизм двойного действия, оснащён автоматической затворной задержкой
Одной из основных целей создания нового пистолета было обеспечение уверенного поражения живой силы противника, использующей индивидуальные средства бронезащиты.
Новый пистолет весит 780 граммов без патронов, ёмкость магазина — 18 патронов, имеет прицельную дальность стрельбы 100 метров, может использоваться при температурах от −50 до +70 градусов, использует полный спектр патронов семейства СП-10/11, включая бронебойные или экспансивные пули. Также специально для «Удава» были разработаны два новейших боеприпаса калибра 9х21 мм: дозвуковой для применения с ПБС и повышенной пробиваемости. По утверждению разработчиков, пистолет должен был поступить в серийное производство весной 2019 года.
В «ЦНИИточмаш» для пистолета разработан патрон калибра 9 мм с уменьшенной скоростью пули, способный пробивать бронежилет 2-го класса защиты, обеспечивая при этом бесшумность и беспламенность выстрела.

## Варианты и модификации
- «Удав» (индекс 6П72) — стандартная общевойсковая версия пистолета[8].
- Версия в специальной комплектации (индекс 6П72-1) — имеет посадочное место для прибора бесшумной и беспламенной стрельбы и увеличенный прицел, комплектуется дополнительно фонарём и лазерным целеуказателем[9][10].
- «Аспид» (индекс РГ120-1) — версия, разработанная в 2019[11][12]-2020 гг. и сертифицированная в качестве гражданского оружия[8].
- «Полоз» (индекс РГ120-2) — компактный вариант пистолета[8]